# Prątnikowate
Prątnikowate (Bryaceae Schwägr.) – rodzina mchów z rzędu prątnikowców (Bryales Limpr.). Rodzajem typowym jest prątnik Bryum Hedw.

## Systematyka
Rodzina Bryaceae Schwägr. należy do rzędu Bryales Limpr., nadrzędu Bryanae (Engl.) Goffinet & W. R. Buck, podklasy Bryidae Engl., klasy Bryopsida Rothm.
W skład rodziny wchodzą rodzaje:
- Acidodontium Schwägr.
- Anomobryum Schimp.
- Brachymenium Schwägr.
- Bryum Hedw. – prątnik
- Leptostomopsis (Müll. Hal.) J. R. Spence & H. P. Ramsay
- Mniobryoides Hörmann
- Ochiobryum J. R. Spence & H. P. Ramsay
- Osculatia De Not.
- Perssonia Bizot
- Ptychostomum Hornsch.
- Rhodobryum (Schimp.) Limpr.
- Roellobryon R.Ochyra
- Rosulabryum J. R. Spence

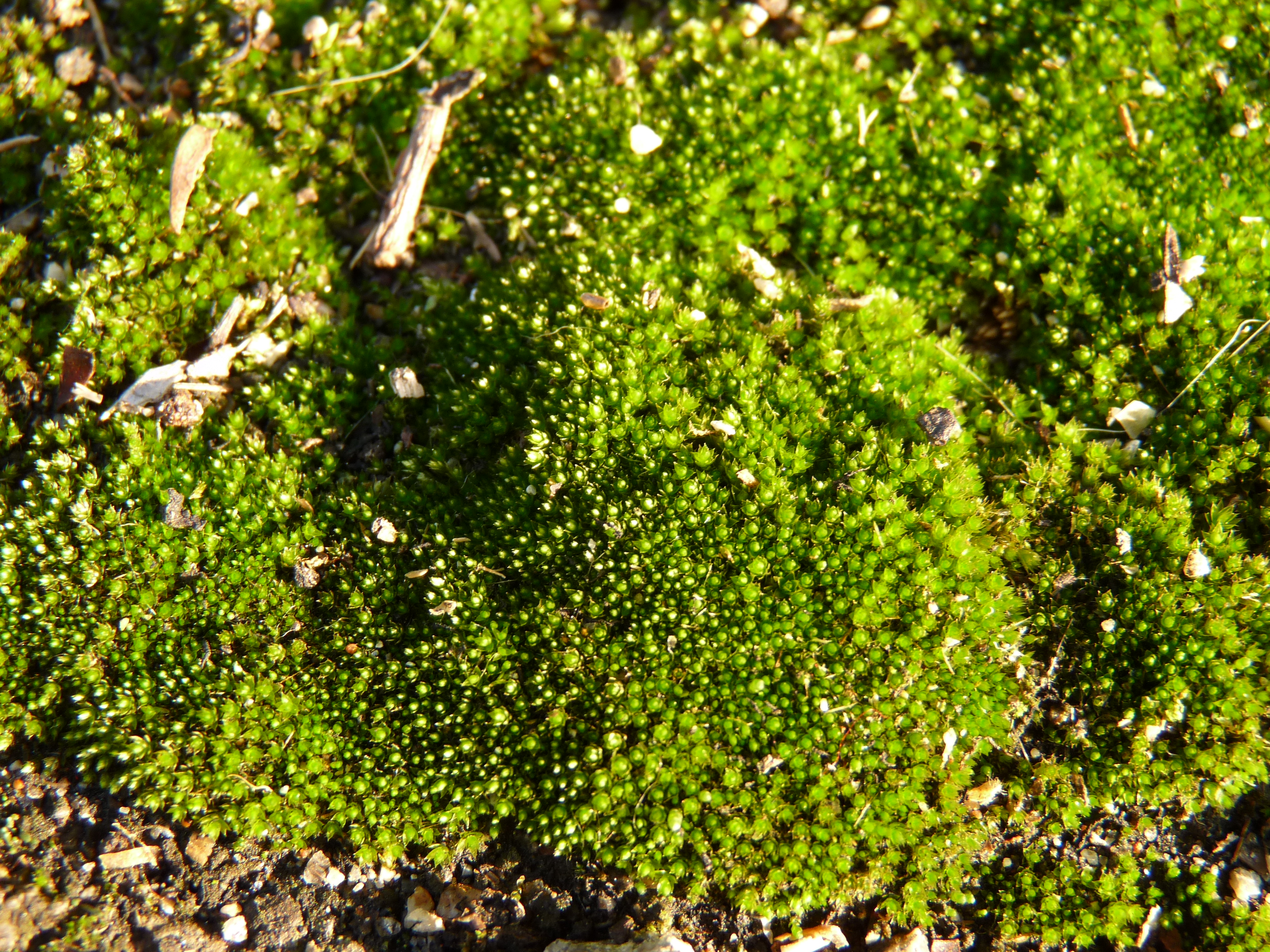
Brachymenium exile
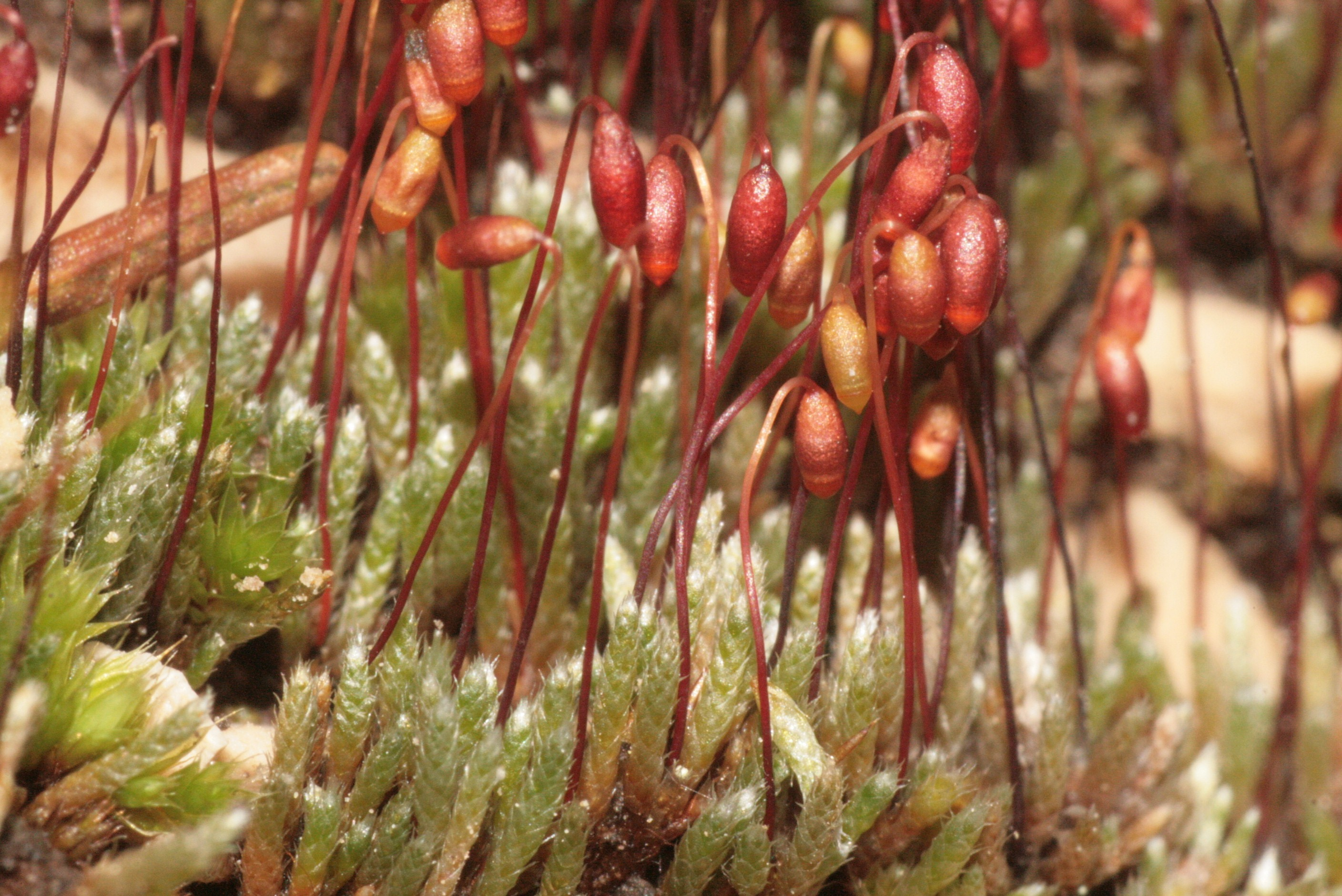
Bryum argenteum
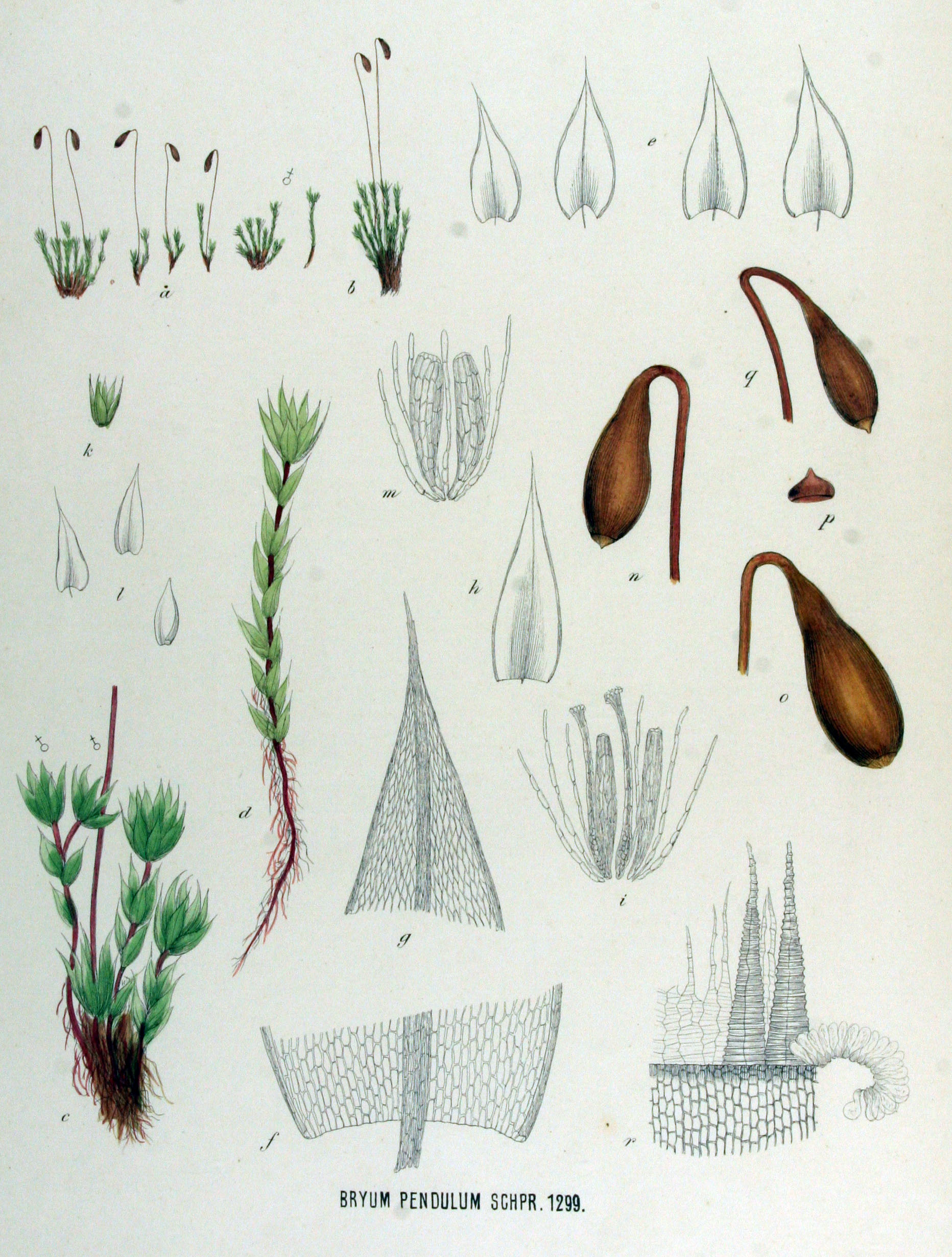
Ptychostomum pendulum
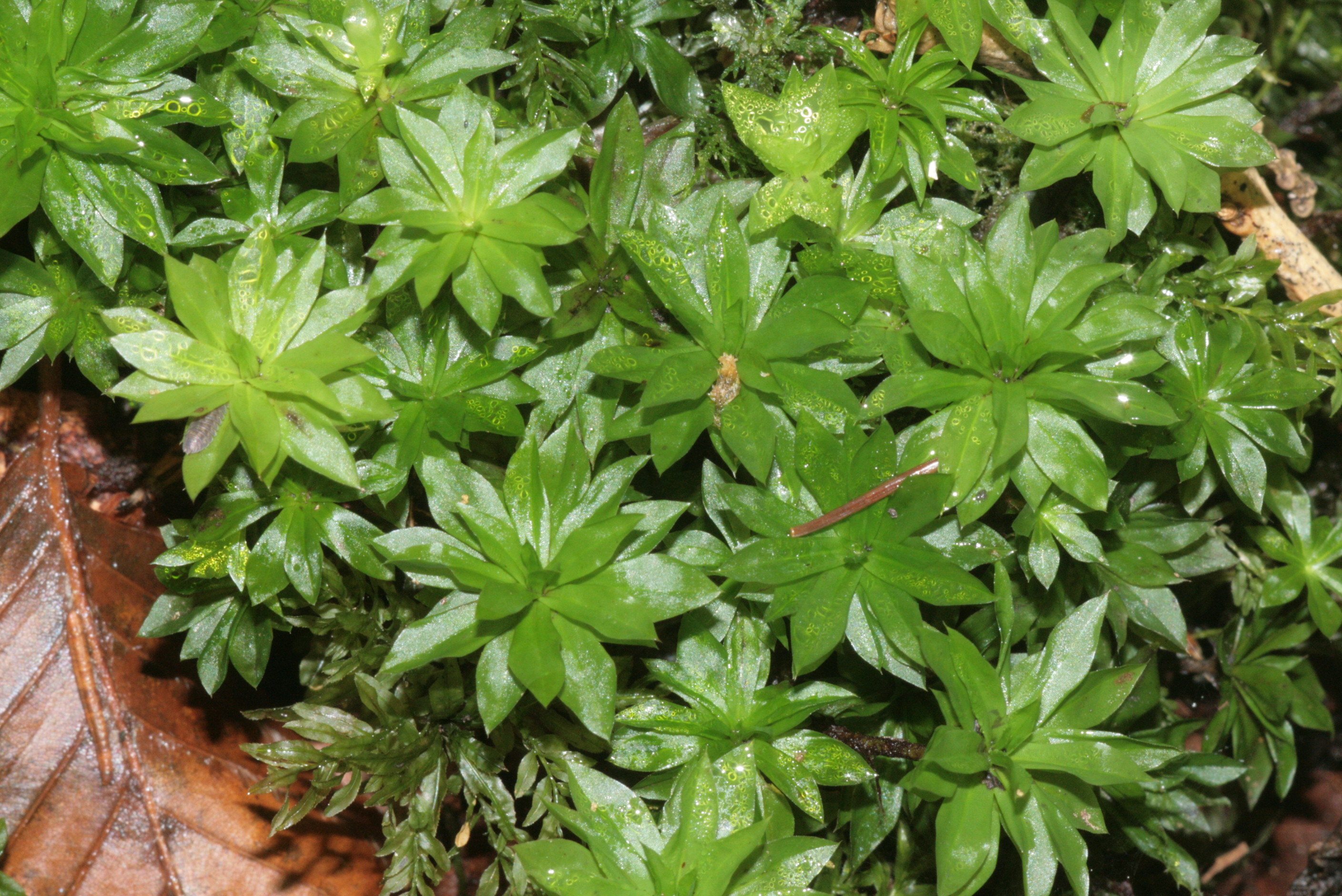
Rhodobryum roseum